# Jason Spitz
Jason Spitz (Boardman, 19 dicembre 1982) è un giocatore di football americano statunitense che gioca nel ruolo di offensive guard per i Seattle Seahawks della National Football League (NFL). Fu scelto nel corso del terzo giro (75º assoluto) del Draft NFL 2006 dai Green Bay Packers. Al college ha giocato a football all’Università di Louisville.

## Carriera professionistica

### Green Bay Packers
Spitz fu scelto dai Green Bay Packers nel terzo giro del Draft 2006. Nella sua stagione da rookie disputò 14 partite, tutte tranne una come titolare. Nella stagione 2008 giocò per la prima volta tutte le 16 gare della stagione dall'inizio. Nella stagione 2010 disputò ancora tutte le 16 partite ma nessuna di essere come titolare. A fine anno vinse il Super Bowl XLV battendo i Pittsburgh Steelers.

### Jacksonville Jaguars
Prima della stagione 2011, Spitz firmò con i Jacksonville Jaguars. Nella sua prima annata in Florida disputò 10 partite, mai come titolare, mentre nella successiva non scese mai in campo a causa di un infortunio. Il 19 agosto 2013 fu svincolato.

### Seattle Seahawks
Il 25 settembre 2013, Spitz firmò un contratto annuale con i Seattle Seahawks.

## Vittorie e premi
- Super Bowl : 1

Green Bay Packers: Super Bowl XLV
- National Football Conference Championship: 1

Green Bay Packers: 2010

## Statistiche
| Partite totali      | 75 |
| Partite da titolare | 45 |
| Fumble recuperati   | 1  |

Statistiche aggiornate alla stagione 2012